# Brännvin special
Brännvin special är ett okryddat svenskt brännvin med 30 volymprocent alkoholhalt jämfört med det normala; 37 till 40 procent alkoholhalt. Halten alkohol har sänkts under årens lopp, och närmast före 30 procent var den 32. Brännvin special produceras av Altia sedan utförsäljningen, men har historiskt producerats av Vin & Sprit sedan 1955 och är Sveriges fjärde mest sålda brännvin.